# Parable (Джонстон)
Parable (укр. Притча) — музичний твір Бена Джонстона, написаний 2000 року.
Цикл пісень Parable був написаний 2000 року американським композитором Беном Джонстоном. Він призначався оперній співачці Дорі Оренштайн, яка раніше виконувала його твір Calamity Jane to Her Daughter. Parable («Притча») виконується під акомпанемент скрипки та кларнету. Текст пісень запозичено з віршів перського поета Джалаледдіна Румі у перекладі Коулмана Баркса, а музика є мікроінтервальною, із використанням «розширеного чистого строю». Як згадував Джонстон, ця притча присвячена ламантину, який шукає зміст життя на суші, проте кожна людина має скласти власне уявлення про її значення. Цикл складається з чотирьох пісень тривалістю близько 25 хвилин: «Prologue», «A Mouse and a Frog», «The Long String» та «The Force of Friendship».
Композицію було записано 2012 в Лос-Анджелесі в наступному складі: Карен Кларк (голос), Сара Торнблейд (скрипка), Джеймс Салліван (кларнет). 2014 року вона вийшла на музичному альбомі Ruminations на лейблі Microfest Records, разом з двома іншими творами Джонстона: ще одним циклом пісень Румі The Tavern та аранжуваннями джазових стандартів Revised Standards. В газеті «Лос-Анджелес таймс» Parable охарактеризували наступним чином: «Містичний настрій, де кларнет і скрипка часто створюють тихі примарні гармонії у високих регістрах».